# グリコール核酸

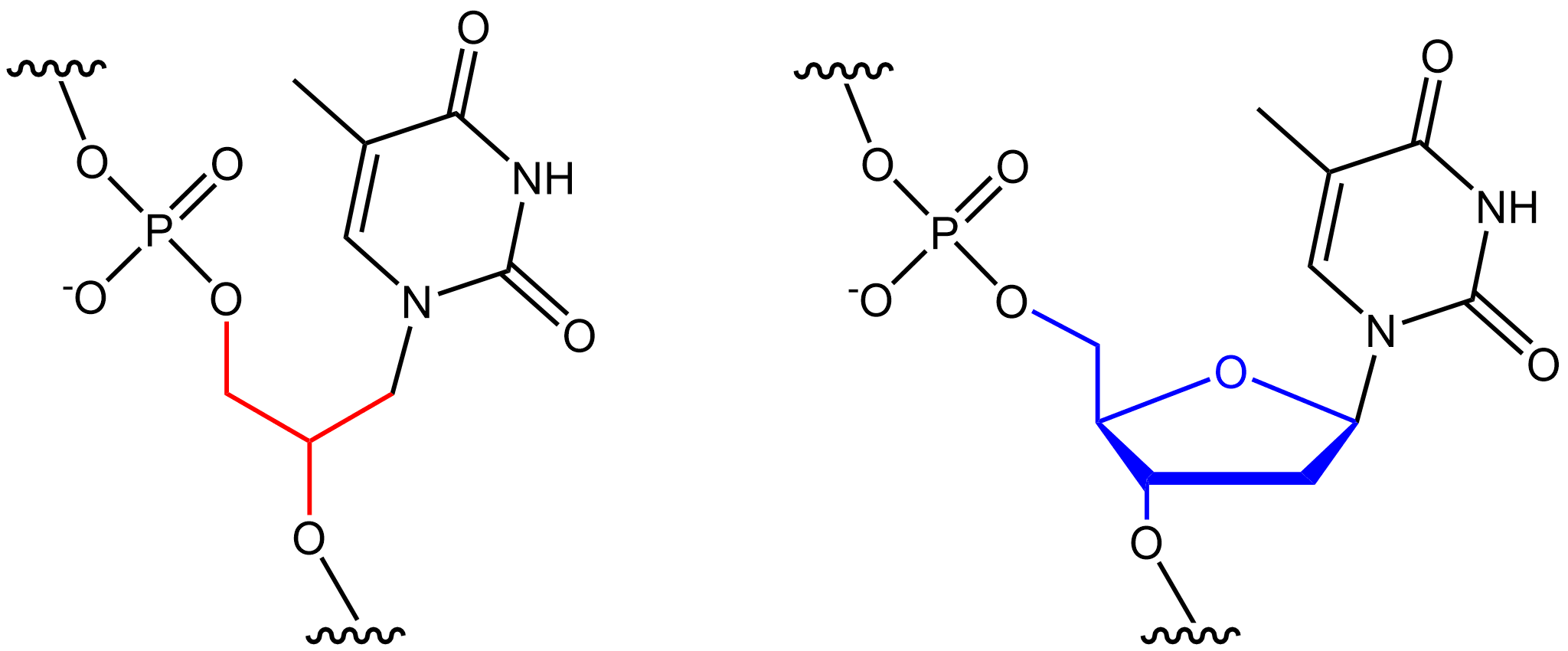
GNAのT残基の骨格（赤）と天然のDNAのTヌクレオチドの骨格（青）の比較。

グリコール核酸（Glycol nucleic acid、GNA）は、DNAやRNAに似ているが、糖骨格の構成が異なる核酸である。GNAは天然での生成は知られておらず、合成化学で作られる。2,3-ジヒドロキシプロピルヌクレオシドアナログは、1971年にウエダらによって初めて合成された。その後すぐ、このアナログのリン酸結合オリゴマーは溶液中でRNAとDNAの存在下で淡色効果を示すことが示された。ポリマーの調製法は、後にCookら、またAcevedoとAndrewsによって記載された。GNAどうしの自己対合はZhangとMeggersによって2005年に初めて報告された。その後、GNA二重らせんの結晶構造がEssenとMeggersによって報告された。
DNAとRNAは、骨格としてそれぞれデオキシリボース及びリボースを持つが、GNAの骨格は、ホスホジエステル結合で繋がれたグリコールの繰り返し構造からなる。グリコール単位はわずか3つの炭素原子から構成されるが、それでもGNAはワトソン・クリック型の塩基対形成を行う。GNA二本鎖の融解には高い温度が必要であるため、GNA中のワトソン・クリック塩基対はDNAやRNA中よりも安定である。おそらく核酸としては最も単純な構造であるため、RNAに先駆けて存在していたという仮説も存在している。